# Tokaj
Tokaj is een stadje (város) en gemeente in het Hongaarse comitaat Borsod-Abaúj-Zemplén. Het ligt op 44 km ten oosten van Miskolc bij de monding van de Bodrog in de Tisza. Het stadje is bekend vanwege zijn wijnen en ligt ingeklemd tussen de rivier en de wijngaarden van Tokaj-Hegyalja, die op de Werelderfgoedlijst staan.
Historisch was Tokaj van strategische betekenis: de stad ontstond in de Middeleeuwen tegenover een burcht, die in 1705 op last van Ferenc II Rákóczi werd afgebroken. In januari 1849 werd in Tokaj een succesvolle slag geleverd om de stad, waardoor de weg naar Tiszántúl (Hongarije ten oosten van de Tisza) vrij lag. In de Rákóczi-kelder vonden tijdens de vrijheidsoorlogen belangrijke besprekingen plaats.
In de 20ste eeuw liep het belang van Tokaj terug en nam Sátoraljaújhely de rol als centrum van de wijnhandel over. Pas in 1986 herkreeg Tokaj de status van stad.

## Stadsbeeld
De resten van de burcht van Tokaj liggen op de linkeroever van de Bodrog. De burcht speelde een belangrijke rol tijdens de vrijheidsstrijd in de 17e en 18e eeuw. Ertegenover ligt de oude stad met het Rákóczi-Dessewffy-kasteel in barokstijl en het laatbarokke stadhuis. De Grieks-orthodoxe kerk is als museum ingericht.
Aan de oever van de Tisza en de Bodrog, die in de Tisza uitmondt, vindt men thans het strandbad van Tokaj. De beide rivieren zijn tot aan de waterkant begroeid, zodat afmeren bijna onmogelijk is. Wel heeft Tokaj een aanlegkade voor de weinige binnenvaart.

## Wijn
Rond Tokaj wordt al sinds de 11e eeuw al wijnbouw beoefend. Rákóczi maakte de tokajerwijnen in de 18e eeuw in Frankrijk bekend. Koning Lodewijk XIV van Frankrijk, de zonnekoning, zou hem "de wijn van de koning en de koning onder de wijnen genoemd hebben". Deze anekdote is mogelijk door Rákóczi verzonnen.
Het doolhof van eeuwenoude kelders in Tokaj heeft 24 gangen die in totaal 1,5 km lang zijn. In deze wijnkelders kan 20.000 hl wijn opgeslagen worden. Evenals in de kelders rondom Eger vallen de gewelfde plafonds, overdekt met dikke lagen schimmel, het meest op. De flessen zijn eveneens door schimmel bedekt. Tokajerwijnen staan rechtop in de schimmelige rekken. De meeste wijn rijpt ten minste een jaar of vijf. De kurken zijn niet van de beste kwaliteit. Zo kan lucht toetreden tot de wijn, waardoor deze geoxideerd wordt. De in de handel zijnde wijn is voorzien van nieuwe kurken van goede kwaliteit en kan goed (staande) bewaard worden.
De tokajerwijnen zijn wit en veelal zoet. Een van de droge soorten is de Tokaji szamorodni száraz (száraz betekent droog). Tokaji szamorodni édes is de zoete szamorodni. De meest bijzondere wijnen zijn de varianten van Tokaji aszú, die zoet zijn.

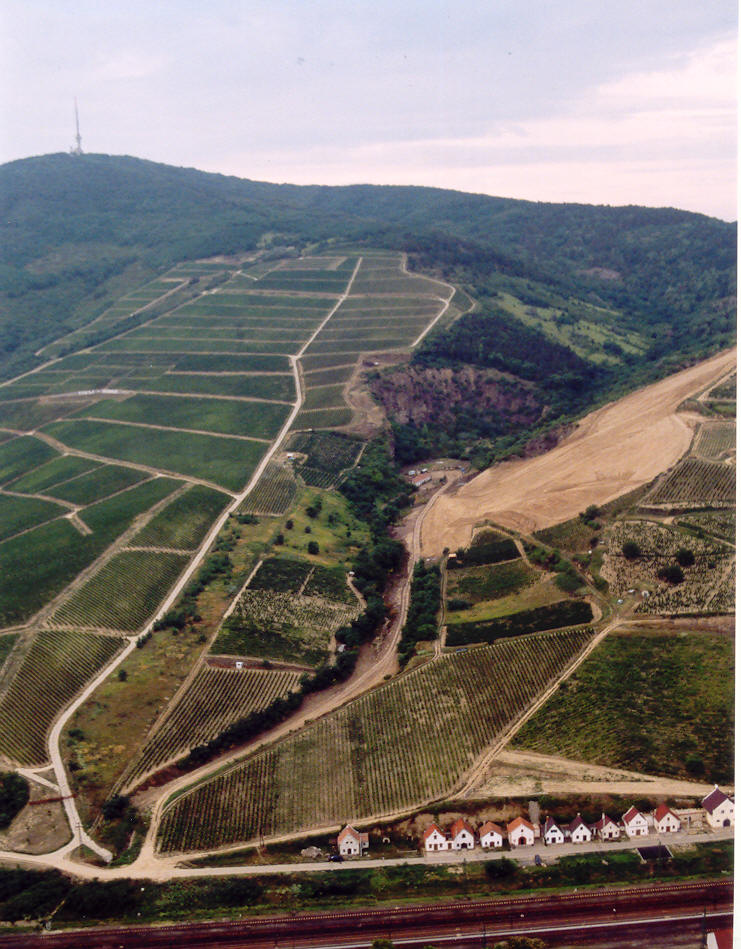
wijngaarden en kelderhuisjes

## Partnersteden
Tokaj onderhoudt jumelages met Binjamiena (Israël), Oestrich-Winkel (Duitsland), Iwonicz Zdrój (Polen), Cormons (Italië) en Rust (Oostenrijk).
Stad met comitaatsrecht (megyei jogú város): Miskolc

Steden (város): Abaújszántó · Alsózsolca · Borsodnádasd · Cigánd · Edelény · Emőd · Encs · Felsőzsolca · Gönc · Kazincbarcika · Mezőcsát · Mezőkövesd · Nyékládháza · Onga · Ózd · Pálháza · Putnok · Rudabánya · Sajóbábony · Sajószentpéter · Sárospatak · Sátoraljaújhely · Szendrő · Szerencs · Szikszó · Tiszaújváros · Tokaj

Vlekken (nagyközség): Arló · Hernádnémeti · Izsófalva · Múcsony · Ricse · Szentistván · Szirmabesenyő · Taktaharkány · Tiszalúc

Overige gemeenten (község): Abaújalpár · Abaújkér · Abaújlak · Abaújszolnok · Abaújvár · Abod · Aggtelek · Alacska · Alsóberecki · Alsódobsza · Alsógagy · Alsóregmec · Alsószuha · Alsótelekes · Alsóvadász · Arka · Arnót · Aszaló · Ároktő · Baktakék · Balajt · Baskó · Bánhorváti · Bánréve · Becskeháza · Bekecs · Berente · Beret · Berzék · Bodroghalom · Bodrogkeresztúr · Bodrogkisfalud · Bodrogolaszi · Bogács · Boldogkőújfalu · Boldogkőváralja · Boldva · Borsodbóta · Borsodgeszt · Borsodivánka · Borsodszentgyörgy · Borsodszirák · Bódvalenke · Bódvarákó · Bódvaszilas · Bózsva · Bőcs · Bükkábrány · Bükkaranyos · Bükkmogyorósd · Bükkszentkereszt · Bükkzsérc · Büttös · Csenyéte · Cserépfalu · Cserépváralja · Csernely · Csincse · Csobaj · Csobád · Csokvaomány · Damak · Dámóc · Debréte · Detek · Dédestapolcsány · Domaháza · Dövény · Dubicsány · Egerlövő · Erdőbénye · Erdőhorváti · Égerszög · Fancsal · Farkaslyuk · Fáj · Felsőberecki · Felsődobsza · Felsőgagy · Felsőkelecsény · Felsőnyárád · Felsőregmec · Felsőtelekes · Felsővadász · Filkeháza · Fony · Forró · Fulókércs · Füzér · Füzérkajata · Füzérkomlós · Füzérradvány · Gadna · Gagyapáti · Gagybátor · Gagyvendégi · Galvács · Garadna · Gelej · Gesztely · Gibárt · Girincs · Golop · Gömörszőlős · Göncruszka · Györgytarló · Halmaj · Hangács · Hangony · Háromhuta · Harsány · Hegymeg · Hejce · Hejőbába · Hejőkeresztúr · Hejőkürt · Hejőpapi · Hejőszalonta · Hercegkút · Hernádbűd · Hernádcéce · Hernádkak · Hernádkércs · Hernádpetri · Hernádszentandrás · Hernádszurdok · Hernádvécse · Hét · Hidasnémeti · Hidvégardó · Hollóháza · Homrogd · Igrici · Imola · Ináncs · Irota · Jákfalva · Járdánháza · Jósvafő · Karcsa · Karos · Kács · Kánó · Kány · Kázsmárk · Kelemér · Kenézlő · Keresztéte · Kesznyéten · Kéked · Királd · Kiscsécs · Kisgyőr · Kishuta · Kiskinizs · Kisrozvágy · Kissikátor · Kistokaj · Komjáti · Komlóska · Kondó · Korlát · Kovácsvágás · Köröm · Krasznokvajda · Kupa · Kurityán · Lak · Lácacséke · Ládbesenyő · Legyesbénye · Léh · Lénárddaróc · Litka · Makkoshotyka · Martonyi · Mád · Mályi · Mályinka · Megyaszó · Meszes · Mezőnagymihály · Mezőnyárád · Mezőzombor · Méra · Mikóháza · Mogyoróska · Monaj · Monok · Muhi · Nagybarca · Nagycsécs · Nagyhuta · Nagykinizs · Nagyrozvágy · Nekézseny · Nemesbikk · Négyes · Novajidrány · Nyésta · Nyíri · Nyomár · Olaszliszka · Ormosbánya · Oszlár · Ónod · Pamlény · Parasznya · Pácin · Pányok · Pere · Perecse · Perkupa · Prügy · Pusztafalu · Pusztaradvány · Radostyán · Ragály · Rakaca · Rakacaszend · Rásonysápberencs · Rátka · Regéc · Répáshuta · Révleányvár · Rudolftelep · Sajóecseg · Sajógalgóc · Sajóhídvég · Sajóivánka · Sajókaza · Sajókápolna · Sajókeresztúr · Sajólád · Sajólászlófalva · Sajómercse · Sajónémeti · Sajóörös · Sajópálfala · Sajópetri · Sajópüspöki · Sajósenye · Sajószöged · Sajóvámos · Sajóvelezd · Sály · Sárazsadány · Sáta · Selyeb · Semjén · Serényfalva · Sima · Sóstófalva · Szakácsi · Szakáld · Szalaszend · Szalonna · Szászfa · Szegi · Szegilong · Szemere · Szendrőlád · Szentistvánbaksa · Szin · Szinpetri · Szomolya · Szögliget · Szőlősardó · Szuhafő · Szuhakálló · Szuhogy · Taktabáj · Taktakenéz · Taktaszada · Tarcal · Tard · Tállya · Telkibánya · Teresztenye · Tibolddaróc · Tiszabábolna · Tiszacsermely · Tiszadorogma · Tiszakarád · Tiszakeszi · Tiszaladány · Tiszapalkonya · Tiszatardos · Tiszatarján · Tiszavalk · Tolcsva · Tomor · Tornabarakony · Tornakápolna · Tornanádaska · Tornaszentandrás · Tornaszentjakab · Tornyosnémeti · Trizs · Uppony · Újcsanálos · Vadna · Vajdácska · Varbó · Varbóc · Vatta · Vágáshuta · Vámosújfalu · Vilmány · Vilyvitány · Viss · Viszló · Vizsoly · Zalkod · Zádorfalva · Zemplénagárd · Ziliz · Zubogy · Zsujta
- Gemeinsame Normdatei: 4119643-0
- Library of Congress Control Number: n81053650
- Nationale Bibliotheek van Tsjechië: ge760113
- Nationale Bibliotheek van Israël: 987007562189405171
- Virtual International Authority File: 235958246
- WorldCat: E39PBJpJdQCcGYMjpt379r6dwC